# El Carmen (Barinas)
Pour les articles homonymes, voir El Carmen.
El Carmen est l'une des quatorze paroisses civiles de la municipalité de Barinas dans l'État de Barinas au Venezuela. Sa capitale est Barinas, chef-lieu de la municipalité et capitale de l'État, dont elle abrite les quartiers à l'ouest du centre. En 2011, sa population s'élève à 41 527 habitants et en 2018 à 47 251 habitants.

## Géographie

### Description et limites
La paroisse est de forme polygonale comportant deux ensembles distincts à l'ouest et l'est séparés par la succession de l'avenue Cuatricentenaria et son prolongement vers le sud-est, l'avenue Agustín-Codazzi. Elle est traversée du sud-ouest au nord-est par l'avenue 23-de-Enero, « du 23-janvier », constituant l'entrée sud de l'agglomération de Barinas. La trame viaire du quartier ouest est constitué d'un maillage de voies globalement perpendiculaires, les avenues, « avenidas » (numérotées d'est en ouest de 1 à 6 et A à E) d'orientation nord-sud croisent les rues, « calles » d'orientation est-ouest (numérotées du sud au nord de 1 à 14 et 14A). Le quartier est, qui jouxte le centre à la trame orthogonale, est orienté de même avec une inversion de la dénomination des voies, les avenues d'orientation sud-ouest / nord-est sont numérotées de 1-San-Luis à 15-Andrés-Varela succédant à une trame constituée de ruelles, dites callejones (callejón, au singulier), les rues d'orientation nord-ouest / sud-est sont numérotées de 12A-El-Sol et 12-Mérida, à 16-Coromoto.

### Démographie
La paroisse civile d'El Carmen recouvre intégralement les quartiers ouest de la ville de Barinas. Uniquement urbaine, la paroisse civile n'abrite aucune autre localité que ces quartiers de la capitale de l'État.

## Sources
- (es) Cet article est partiellement ou en totalité issu de l’article de Wikipédia en espagnol intitulé « Municipio Barinas » (voir la liste des auteurs).